# Gunnar Broman
Karl Gunnar Broman, född 3 januari 1928 i Högalids församling, Stockholm, död 22 september 2020 i Limhamns församling, Malmö var en svensk reklamman.
Gunnar Broman, som var akademiskt utbildad, arbetade främst som reklamman. På 1960-talet arbetade han på Allmänna Annonsbyrån där han skapade annonser för Svenska Mejeriernas Riksförening. Senare kom han till Stockholmsbaserade reklambyrån Blomstrand & Carlsson som snart skulle heta Carlsson & Broman. Han var verksam på den byrån under större delen av 1970- och 1980-talen och skapade där märken som Pripps Blå och exportsuccén Absolut Vodka. Han arbetade också med olika mjölkprodukter och var med och lanserade lättmjölken.
Broman var son till lagerarbetaren Karl Broman och Gulli Josefina, ogift Westelius. Första gången var han gift 1959–1979 med Lis Jonsson (1929–1989) och andra gången gifte han sig 1985 med Viola Ahlström (född 1937). Bland barnen märks manusförfattaren Josefine Broman (född 1964) från första äktenskapet, som varit gift med Olle Ljungström.
Gunnar Broman är gravsatt på Limhamns kyrkogård i Malmö.